# Xã Hittle, Quận Tazewell, Illinois
Xã Hittle (tiếng Anh: Hittle Township) là một xã thuộc quận Tazewell, tiểu bang Illinois, Hoa Kỳ. Năm 2010, dân số của xã này là 591 người.